# Wladimer Stepania
Wladimer Stepania (gruz. ვლადიმერ სტეფანია, ur. 8 maja 1976 roku w Tbilisi, Gruzja, daw. ZSRR) – gruziński koszykarz, grający na pozycji środkowego.
Uczestnik Euro All-Star Game 1997.

## Kariera zawodnicza
- 1991-1994: Dinamo Tbilisi
- 1994-1996: Litostroj Lublana
- 1996-1998: KK Olimpija Ljubljana
- 1998-2000: Seattle Supersonics
- 2000-2001: New Jersey Nets
- 2001-2003: Miami Heat
- 2003-2004: Portland Trail Blazers